# Montpézat
Montpézat é uma comuna francesa na região administrativa de Occitânia, no departamento de Gers. Estende-se por uma área de 15,64 km². Em 2010 a comuna tinha 246 habitantes (densidade: 15,7 hab./km²).